# Chris Carmichael
Chris Carmichael (Berkeley, 24 oktober 1961) is een voormalig Amerikaans wielrenner. Hij was persoonlijk trainer van verschillende sporters, zoals onder andere wielrenner Lance Armstrong en ijshockeyspeler Saku Koivu.

## Resultaten in voornaamste wedstrijden
| Jaar | Ronde van Italië | Ronde van Frankrijk | Ronde van Spanje |
| ---- | ---------------- | ------------------- | ---------------- |
| 1985 | 97e              |                     |                  |
| 1986 |                  | opgave              |                  |

| Jaar | Milaan-San Remo |
| ---- | --------------- |
| 1985 |                 |
| 1986 | 102e            |

- Bibliothèque nationale de France: cb13169588s (data)
- CiNii: DA0874271X
- Gemeinsame Normdatei: 172738695
- International Standard Name Identifier: 0000 0001 4002 8858
- Library of Congress Control Number: n93113803
- Bibliotheek van het Japanse parlement: 00934834
- Nationale Bibliotheek van Tsjechië: xx0024591
- Nationale Bibliotheek van Israël: 987007371209405171
- Nederlandse Thesaurus van Auteursnamen: 217019951
- Système universitaire de documentation: 035137959
- Virtual International Authority File: 206669121
- WorldCat: E39PBJrcjJ8wPqD3yJ8VjWBXVC